# Walter Wallmann junior
Walter Wallmann (* 26. Februar 1962 in Marburg) ist deutscher Jurist. Er war von 2013 bis 2025 Präsident des Hessischen Rechnungshofs.

## Studium und Promotion
Walter Wallmann absolvierte nach dem Abitur in Frankfurt am Main eine Ausbildung als Bankkaufmann bei der Deutschen Bank. Anschließend studierte er Rechtswissenschaften an der Universität Frankfurt am Main. Das Studium schloss er 1994 mit der 2. Juristischen Staatsprüfung ab.
Im Jahr 1995 erhielt er für seine Promotionsarbeit über Rechte und Pflichten der Banken in Strafverfahren zur Bekämpfung der organisierten Kriminalität den Titel Doktor der Rechtswissenschaften verliehen. Nach seinem Studium war Wallmann für die Kreditanstalt für Wiederaufbau (KfW) tätig.

## Politik
Im Jahr 2001 kandidierte Wallmann erfolglos für das Amt des Bürgermeisters der Stadt Idstein; als Kandidat der CDU erhielt er in der Stichwahl 49,5 % und unterlag somit dem SPD-Kandidaten Gerhard Krum (50,5 %).

## Präsident des Hessischen Rechnungshofs
Im Jahr 1997 wechselte er zum Hessischen Rechnungshof. Hier wurde ihm 2011 die Leitung der Abteilung „Überörtliche Prüfung kommunaler Körperschaften“ übertragen. Ein Jahr später erfolgte die Ernennung zum Direktor. Ab dem 1. Juli 2013 war er Präsident des Hessischen Rechnungshofes. Wie sein Vorgänger Manfred Eibelshäuser war er zugleich hessischer Landesbeauftragter für Wirtschaftlichkeit in der Verwaltung. Wallmanns Amtszeit als Präsident des Rechnungshof lief bis Ende Juni 2025. Ihm folgte Uwe Becker nach.

## Familie
Walter Wallmann ist der Sohn von Margarete Wallmann, geborene Höhle, und ihrem Ehemann, dem ehemaligen hessischen Ministerpräsidenten, Walter Wallmann. Sein Onkel Wilhelm Wallmann war Wiesbadener Bürgermeister, dessen Tochter, seine Cousine Astrid Wallmann, ist ebenfalls Politikerin.